# Néleusz
Néleusz (görögül: Νηλεύς) a görög mitológiában Poszeidón és Türó fia, Péliasz ikertestvére. Néleuszt és Péliászt, akiket Türó titokban hozott világra, és születésük után kitett, pásztorok találták meg és vették gondjaikba. Amikor az ikrek felnőttek és megtudták ki az anyjuk, megölték mostohájukat, Szidérót, mert rosszul bánt Türóval. Később viszály támadt a fivérek között. Néleusz száműzetésbe kényszerült, Messzéniába ment, s ott megalapította Pülosz városát. Feleségétől, Khlórisztól egy leánya, Péró született, és tizenkét fia, akik közül tizenegyet megölt Héraklész, miután feldúlta Püloszt; egyedül Nesztór maradt életben. Az egyik mítoszváltozat szerint fiaival együtt Néleuszt is megölték, egy másik szerint betegség okozta halálát Korinthoszban, s ott temették el.
Néleusz leszármazottait Neleidáknak nevezik, legfontosabb képviselőik az Alkmaiónidák.